# Василево (община Василево)
Васи́лево (макед. Василево) — село в Республике Македония, административный центр общины Василево.

## Население
Население села по переписи населения проведённой в 2002 году составляло 2174 человека, из них
- македонцев — 1819 человек;
- турок — 349 человек;
- жителей других национальностей — 6 человек.